# 캡처 도구
캡처 도구 또는 스니핑 툴(Snipping Tool)은 윈도우 7, 윈도우 비스타의 상위 에디션, 윈도우 XP 태블릿 PC 에디션 2005의 체험 팩에 포함된 응용 프로그램이다. 이 프로그램은 창, 사각형 영역, 자유 영역의 스크린샷을 캡처하는 화면 캡처 도구이다.

## 실행 방법
- "시작 → 모든 프로그램 → 보조 프로그램 → 캡처 도구"에 들어가서 캡처 도구를 실행할 수 있다.
- 이 프로그램의 정확한 위치는 "%SystemRoot%\system32\SnippingTool.exe"이다.

## 메뉴
처음 캡처 도구를 실행하면 다음과 같은 버튼을 사용할 수 있다.
- 새로 만들기(N): 새로운 영역을 캡처한다.
- 취소(C): 캡처를 그만한다.
- 옵션(O): 캡처에 대한 설정을 변경한다.

## 저장 및 전송
그림 파일이나 HTML 페이지, 전자 우편으로 전송할 수 있다. 그림 파일의 경우 JPEG, GIF, PNG, MHT 방식으로 저장할 수 있다.

## 같이 보기
- 윈도우 비스타의 새로운 기능